# フェナジン
フェナジン（Phenazine）は、化学式がC12H8N2の複素環式化合物である。2つのベンゼン環が中央のピラジン環とそれぞれ1つの炭素-炭素結合を共有して連結した構造をしている。アゾフェニレン、ジベンゾ-p-ジアジン、ジベンゾピラジン、アクリジジンとも呼ばれ、ニュートラルレッドやサフラニンといった染料の原料になる。アルコールには溶けにくいが、硫酸には溶け、深赤色の溶液となる。

## 合成
古典的な合成法に、ニトロベンゼンとアニリンから合成するウォール・アウエ反応（1901年）がある。また、他の合成法には以下のものが知られている。
- アゾベンゼンのバリウム塩の蒸留
- アニリン蒸気と酸化鉛との接触
- カテコールとo-フェニレンジアミンとの反応で得られるジヒドロフェナジンの酸化

## 生合成
フェナジンはシキミ酸経路の中間生成物のコリスミ酸から分岐して生成する。コリスミ酸から派生した2つの中間体分子は、フェナジン前駆体を作るために対角線対称に置かれる。そして、その後の連続した修正により様々なフェナジンの誘導体を形成していく。